# Chalupy (Lesná)
Chalupy (dříve též Bílá Veverka, německy Wewerka) jsou osada v okrese Třebíč v kraji Vysočina. Jde o místní část obce Lesná. Chalupy se nacházejí asi 18,1 km jihozápadně od centra Třebíče a asi 15,3 km od okraje jejího zastavěného území. 
Osada není nijak označená, na severním příjezdu se pouze nachází značka s nápisem Lesná. Osadou prochází silnice III/03832.

## Historie
V minulosti byla osada Chalupy samostatnou obcí pod názvem Bílá Veverka. V roce 1695 ji od hraběte de Collatto a San Salvátore z Brtnice koupil Bohumír Antonín z Valdorfu (dnes Lesná). Rok založení osady není známý. V roce 1790 již osada dávno nepůsobila jako samostatná obec.

## Geografie
Chalupy leží u břehu řeky Brtnice, která 400 metrů jihovýchodně od osady pramení a rozděluje obec Lesná na dvě části: větší část Ves na levém břehu a menší část Chalupy na pravém břehu. Řeka zde protéká nepojmenovaným rybníkem, který rovněž odděluje obě části obce od sebe. Asi 1,8 km na jihovýchod od Chalup se nachází hora Mařenka (711 m), která je nejvyšším vrcholem okresu Třebíč.
Od druhé části Lesné se Chalupy nacházejí 190 m severovýchodně. Dalšími blízkými obcemi jsou Předín (2,3 km severně) a Želetava (3,8 km jihozápadně). Blízko se rovněž nachází vesnice Hory (2,2 km severozápadně).
V osadě je registrováno 22 čísel popisných, nachází se zde přibližně čtyřicet budov.